# Entrée (architecture)

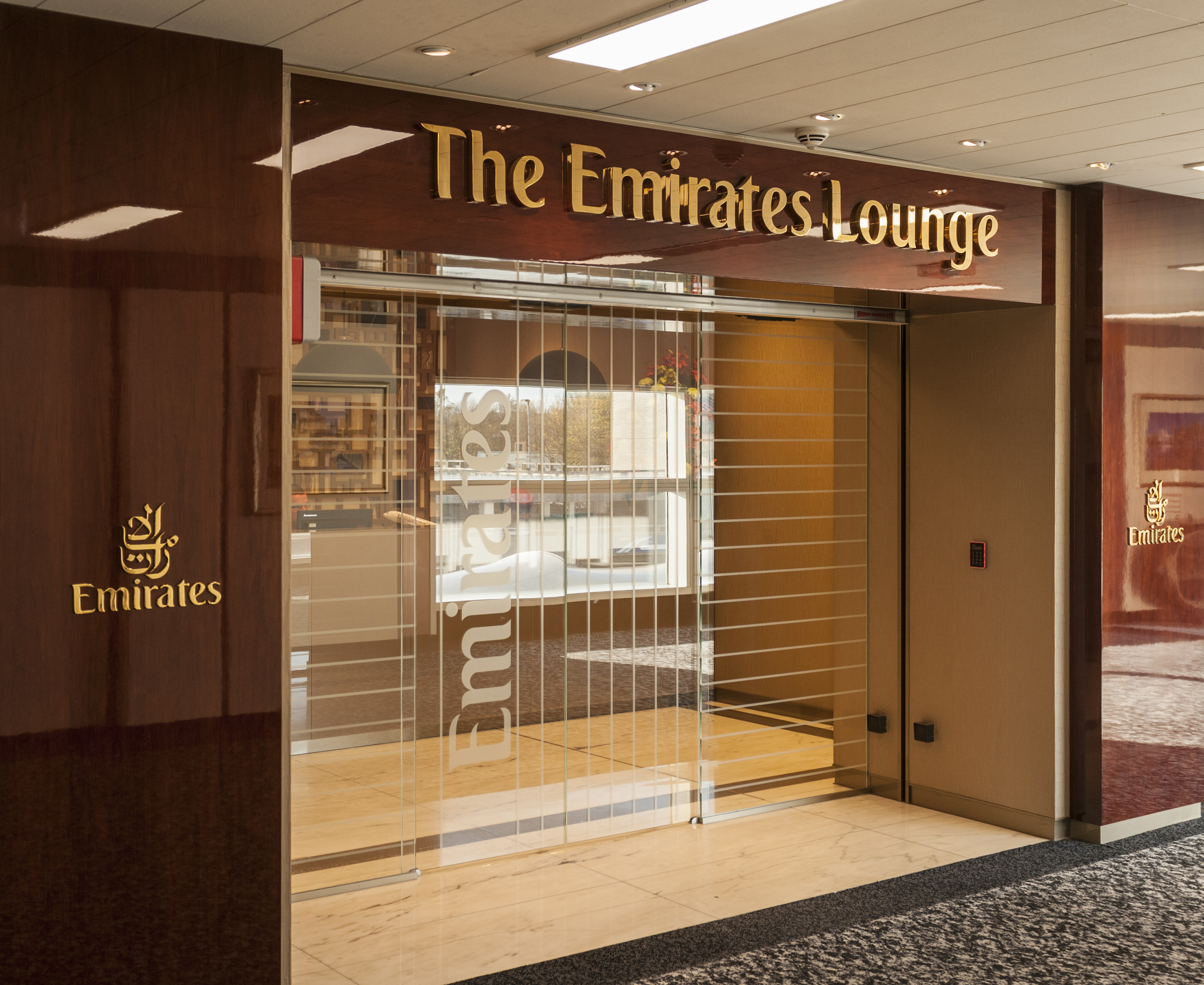
Entrée de l'espace de repos (lounge) d'une compagnie aérienne à l'aéroport international de Glasgow.

L'entrée d'un bâtiment est le passage de l'espace public (la rue) à l'espace privé (l'intérieur du bâtiment).
La séquence d'entrée présente des enjeux architecturaux à la fois esthétiques et fonctionnels. Sur le plan esthétique, l'entrée est un élément visible de l'extérieur, qui influence fortement la perception du bâtiment. Il est donc important pour l'architecte de concevoir avec attention ce rôle d’accueil afin d'optimiser cette « première impression » du visiteur. Ainsi, les éléments structuraux composants l'entrée sont souvent marqués par le style architectural de l'époque de leur conception (gothique, baroque, minimaliste…).
Sur le plan fonctionnel, l'entrée correspond à la séparation entre l'espace public et l'espace privé. Elle doit donc être conçue en adéquation avec le rôle du bâtiment : entrée fortifiée d'un château-fort ou d'une prison, entrée permettant l'accès aux handicapés dans le cas d'un bâtiment ouvert au public. De même, la conception de l'entrée dépendra de l'environnement du bâtiment : porche et avant-toits pour se protéger de la pluie dans les régions humides, hall et vestibule ayant un rôle de sas dans les régions froides.
Selon son rôle, l'entrée peut être plus ou moins identifiée : l'entrée d'un bâtiment industriel ou d'un chantier est normalement clairement matérialisée, et des pictogrammes indiquent les risques éventuels à l'intérieur, alors que l'entrée d'une place publique ou d'un terrain est plus rarement matérialisée.

## L'aspect structurel de l'entrée

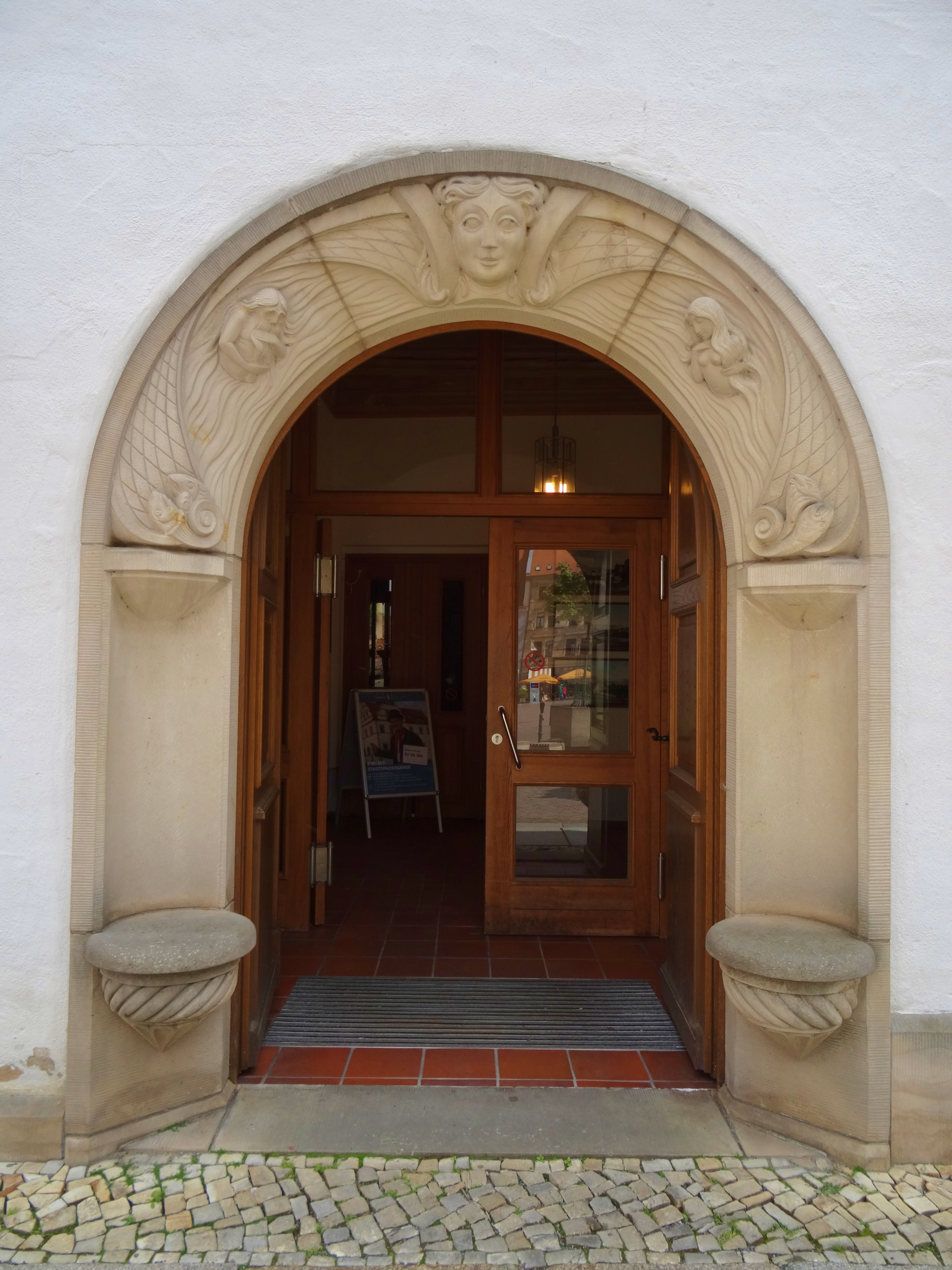
Arc d'entrée d'un bâtiment historique de la place du marché de Pirna (est de l'Allemagne).

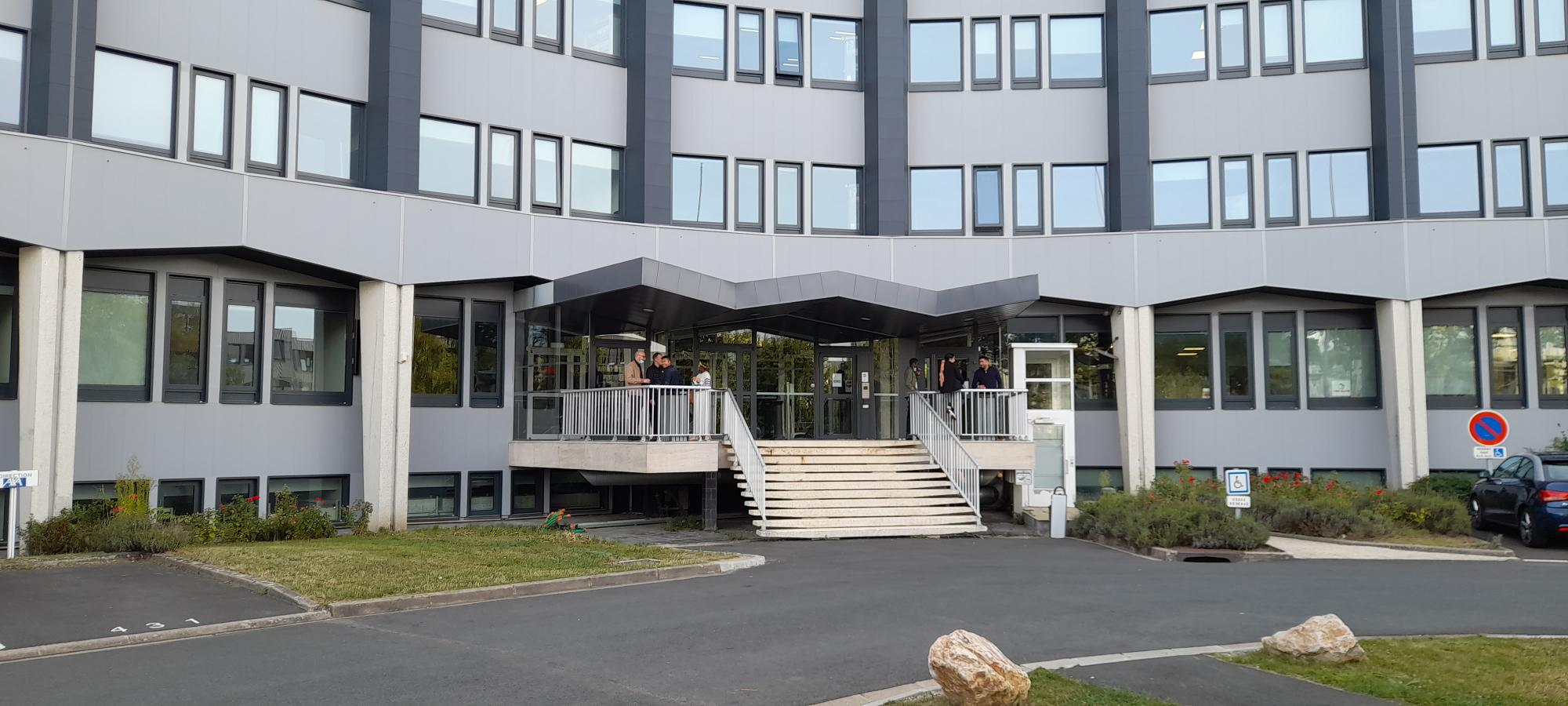
Entrée de l'immeuble de bureaux Trigone à Angers.

L'entrée est composée de plusieurs éléments structuraux formant une ouverture ménagée dans le mur, appelée la baie. Ce vide dans la paroi requiert un aménagement structurel permettant de dévier la descente de charge qui aurait dû être récupérée par la partie de mur manquante : les linteaux, pieds-droits et arc de décharge jouent un rôle de renfort autour de l'ouverture et permettent de reprendre les efforts structuraux.
Le plus souvent, l'entrée peut-être fermée par une porte. 
Par son rôle de passage obligé et d'élément de la façade, l'entrée et ses éléments avoisinants (parvis, tympan, narthex, etc.) sont de style différent selon le courant d'architecture.

## L'aspect symbolique de l'entrée
Dans de nombreux bâtiments religieux, l’entrée joue un rôle important, puisqu’il permet le passage d’un extérieur civil et laïque à un espace consacré. Cette particularité va être exploitée d’un point de vue symbolique de deux façons.

### Un espace de séparation
C’est d’abord un espace de séparation : parce que cet espace pourra servir à séparer les fidèles des autres, les initiés des profanes. Le pronaos des temples grecs (qui est réservé aux fidèles alors que le naos, salle du culte, est réservé aux prêtres) et l’entrée des édifices religieux chrétiens au Moyen Âge jouera en partie ce rôle. Il s’agit alors d’un espace propre, réservé à une catégorie de personnes. On retrouve cette idée dans le mot « profane » qui se compose d’un préfixe pro- au sens spatial de « devant » et de fanum « temple », alors qu’« initié » vient du verbe in-ire, « celui qui peut entrer »).

### Un espace de transition
C’est ensuite un espace de transition : parce qu’il sert de lieu de passage, il va aussi être exploité dans le sens symbolique (le passage d’un monde matériel à un monde spirituel). Les basiliques et églises chrétiennes du Moyen Âge l’utilisaient à des fins d’édification et de réflexion en le décorant d’éléments figuratifs qui permettaient d’accueillir le fidèle, d’en élever l’âme et de l’introduire dans la spiritualité chrétienne. G. Duby analyse l’évolution du porche et du portail dans l’architecture romane et gothique : si le portail roman est puissant et empreint de rigueur, en évoquant le Dieu terrible de l’Ancien Testament, le porche gothique s’élève, se développe en figures moins symboliques mais plus représentatives et annonce par le tympan et les statues qui entourent le portail une théologie de l’Incarnation.
Dans les cérémonies de la franc-maçonnerie qui s’inspirent des rituels religieux déjà existants, on retrouve le même sens symbolique au passage de l’extérieur à l’intérieur par le naos, où le maître de cérémonie doit établir un climat de recueillement.